# Aidan Murphy (Leichtathlet)
Aidan Murphy (* 14. Oktober 2003) ist ein australischer Leichtathlet, der sich auf den Sprint spezialisiert hat. Er ist der Sohn der ehemaligen Sprinterin Tania Van Heer.

## Sportliche Laufbahn
Erste internationale Erfahrungen sammelte Aidan Murphy im Jahr 2022, als er bei den Ozeanienmeisterschaften in Mackay in 20,76 s die Goldmedaille im 200-Meter-Lauf gewann und in 3:11,14 min gemeinsam mit Conor Fry, Ian Halpin und Luke Major mit der australischen 4-mal-400-Meter-Staffel siegte. Anschließend schied er bei den Weltmeisterschaften in Eugene mit 20,75 s in der ersten Runde über 200 Meter aus. Daraufhin schied er bei den U20-Weltmeisterschaften in Cali mit 20,84 s im Halbfinale aus und kam mit der 4-mal-100-Meter-Staffel im Vorlauf nicht ins Ziel. Im Jahr darauf schied er bei den Weltmeisterschaften in Budapest mit 20,90 s in der ersten Runde über 200 Meter aus. 2024 gewann er bei den Ozeanienmeisterschaften in Suva in 21,11 s die Silbermedaille über 200 Meter hinter seinem Landsmann Calab Law und bei den World Athletics Relays 2025 in Guangzhou sicherte er der 4-mal-400-Meter-Staffel einen Startplatz bei den Weltmeisterschaften in Tokio. Im Juli belegte er bei den World University Games in Bochum in 20,92 s den fünften Platz über 200 Meter und gelangte mit der 4-mal-100-Meter-Staffel mit 38,89 s auf Rang vier.
2022 wurde Murphy australischer Meister im 200-Meter-Lauf.

## Persönliche Bestzeiten
- 100 Meter: 10,33 s (+1,8 m/s), 4. März 2023 in Adelaide
- 200 Meter: 20,41 s (−1,3 m/s), 20. Februar 2022 in Adelaide (U20-Ozeanienrekord)
- 400 Meter: 45,97 s, 13. Juli 2025 in Lignano Sabbiadoro